# باد كولبرغ-هلدبورغ
باد كولبرغ هلدبرغ (بالألمانية: Bad Colberg-Heldburg) هي بلدة ألمانية تقع في ألمانيا في هيلدبورغهاوزن. يقدر عدد سكانها بـ 2,243 نسمة .